# Wiktor Jewsjukow
Wiktor Jewsjukow (russ. Виктор Евсюков, engl. Transkription Viktor Yevsyukov; * 6. Oktober 1956 in Donezk) ist ein kasachischer, ehemals für die Sowjetunion startender Leichtathlet, der in den späten 1980er-Jahren als Speerwerfer erfolgreich war. Er gewann zwei internationale Medaillen. 
Jewsjukow trat erst sehr spät, im Alter von knapp 30 Jahren, ins Rampenlicht der Öffentlichkeit. Obwohl er bereits 1980 mit einer Leistung von 85,20 m in der Jahresbestenliste auftaucht, datiert seine erste Teilnahme an einem internationalen Wettkampf erst in das Jahr 1986, als in Stuttgart die Europameisterschaften stattfanden. Gleich im ersten Versuch des Finales gelang ihm ein Wurf von 81,80 m, der den Gewinn der Bronzemedaille hinter Klaus Tafelmeier (Gold mit 84,76 m) und Detlef Michel (Silber mit 81,90 m) bedeutete. Keiner der drei Medaillengewinner hatte einen weiteren Wurf über 80 Meter zu verzeichnen. 
Auch im folgenden Jahr bei den Weltmeisterschaften 1987 in Rom präsentierte er sich in Topform. Er hatte vier gültige Finalwürfe, die alle jenseits der 80-Meter-Marke landeten. Der weiteste wurde mit 82,52 m gemessen und hätte ihm beinahe die Goldmedaille eingetragen, wenn nicht der Finne Seppo Räty im letzten Durchgang noch gut einen Meter weiter (83,54 m) geworfen hätte. Die Bronzemedaille ging mit 82,20 m an Jan Železný. 
Bei den Olympischen Spielen 1988 in Seoul gelangen Jewsjukow erneut vier Würfe über 80 Meter: 81,42 m – 82,32 m – 80,38 m – 81,42 m. Eine Medaille blieb ihm diesmal jedoch versagt, da der Drittplatzierte, Seppo Räty, 83,26 m erzielte. Jewsjukow wurde Fünfter hinter Klaus Tafelmeier. 
Anschließend wurde es still um ihn. Erst fünf Jahre später, bei den Weltmeisterschaften 1993 in Stuttgart, trat der inzwischen knapp 37-Jährige noch einmal an – im Trikot seines Heimatlandes Kasachstan. Seine Zeit war jedoch vorüber: Mit 71,12 m verfehlte er die geforderte Qualifikationsweite um fast 10 Meter und beendete den Wettkampf auf Platz 37 (unter 47 Teilnehmern). 
Wiktor Jewsjukow wurde viermal Sowjetischer Meister: 1984 (90,50 m), 1987 (82,72 m), 1988 (79,80 m) und 1989 (80,54 m). Ob er nach der Wende an kasachischen Landesmeisterschaften teilgenommen hat, ist nicht belegt. 
Seine Bestleistungen liegen bei 93,70 m (1985) mit dem alten und 85,10 m (1987) mit dem neuen Speer.